# Derek Horton
Derek Horton (nascido em 26 de setembro de 1972) é um ciclista guamês.
Nos Jogos Olímpicos de Londres 2012, Horton representeou Guam, na prova de cross-country, montando em Hadleigh Farm.